# Heat-assisted magnetic recording
Der englischsprachige Begriff heat-assisted magnetic recording (HAMR, deutsch Wärme-unterstützte Magnetaufzeichnung) bezeichnet ein Verfahren zur Speicherung von Informationen in magnetischen Werkstoffen, das noch größere Datendichten bei Festplatten ermöglichen soll. Seagate demonstrierte im Sommer 2002 erstmals Labor-Technik mit HAMR. Im Jahr 2013 wurden erste Serienmodelle angekündigt. 2022 waren nur Kleinserien verfügbar. Mitte 2025 kamen die ersten Platten mit 30 Terabyte in den Handel.

## Der Vorgang
Mit HAMR wird die Domäne, in welche Daten geschrieben werden sollen, zunächst lokal durch einen Laser über die Curie-Temperatur erhitzt, um das für einen Schreibvorgang nötige Magnetfeld möglichst klein zu halten und das Schreiben trotz schwach ausgeprägten superparamagnetischen Effekts zu ermöglichen. Bei zunehmender Verkleinerung der Magnetpunkte, die ein Bit speichern, tritt irgendwann der superparamagnetische Effekt auf, bei dem die Magnetkraft der Wärme unterliegt und die ferromagnetische Magnetisierung instabil wird. Verfügbare thermisch stabilere Magnetmaterialien benötigen höhere Koerzitivfeldstärken für die dauerhafte Magnetisierung vergleichbar großer Magnetpunkte. Bei herkömmlicher Senkrechtaufzeichnung werden daher immer höhere Magnetfeldstärken nötig, wobei die Grenzen der realisierbaren Feldstärken im Jahr 2013 als weitgehend ausgereizt gelten und eine weitere Miniaturisierung behindern. Mit Hilfe der Erwärmung wird diese Begrenzung umgangen. Da beim Erhitzen aber das schützende Schmiermittel der Festplatte verdampft, will der Festplattenhersteller Seagate Nachschub in nanometerdünnen Kohlenstoffröhrchen speichern, aus denen bei Bedarf Schmiermittel auf die Plattenoberfläche freigegeben werden kann.

## Erwartungen
Es wird bereits spekuliert, welche Speicherkapazität mittels dieser Technik erreicht werden kann. 2007 erwartete Seagate noch, dass bereits im Jahr 2010 Kapazitäten von 37,5 Terabyte erreicht werden könnten. Im Oktober 2013 reduzierte Seagate diese Planung auf bis zu 20 Terabyte in 2,5-Zoll-Festplatten bis 2020.  Das wäre 10-mal so viel wie die zur Zeit der Ankündigung größte 2,5″-Festplatte mit rund 2 Terabyte. 2016 waren konventionelle Festplatten mit 10 TB Kapazität im Handel. Allerdings wird auch berichtet, dass sich mit dieser Technik die Zahl der Head-Crashes erhöhen könnte und somit die Qualität der Festplatte darunter leiden würde.